# Hauriet
Hauriet – miejscowość i gmina we Francji, w regionie Nowa Akwitania, w departamencie Landy.
Według danych na rok 1990 gminę zamieszkiwało 240 osób, a gęstość zaludnienia wynosiła 32 osób/km² (wśród 2290 gmin Akwitanii Hauriet plasuje się na 938. miejscu pod względem liczby ludności, natomiast pod względem powierzchni na miejscu 1242.).